# Fletcherimyia
Fletcherimyia is een vliegengeslacht uit de familie van de dambordvliegen (Sarcophagidae).

## Soorten
- F. abdita Pape, 1990
- F. celarata (Aldrich, 1916)
- F. fletcheri (Aldrich, 1916)
- F. jonesi (Aldrich, 1916)
- F. rileyi (Aldrich, 1916)